# Вітон (Меріленд)
Вітон (англ. Wheaton) — переписна місцевість (CDP) в США, в окрузі Монтгомері штату Меріленд. Населення — 52 150 осіб (2020).

## Географія
Вітон розташований за координатами 39°2′58″ пн. ш. 77°3′30″ зх. д. / 39.04944° пн. ш. 77.05833° зх. д. (39.049490, -77.058209).  За даними Бюро перепису населення США в 2010 році переписна місцевість мала площу 17,97 км², з яких 17,87 км² — суходіл та 0,10 км² — водойми.

## Демографія
Згідно з переписом 2010 року, у переписній місцевості мешкали 48 284 особи в 14 660 домогосподарствах у складі 10 673 родин. Густота населення становила 2687 осіб/км².  Було 15396 помешкань (857/км²).
Расовий склад населення:
| - 42,2 % — білих - 18,6 % — чорних або афроамериканців - 12,1 % — азіатів - 0,8 % — корінних американців - 0,1 % — вихідців з тихоокеанських островів - 21,0 % — осіб інших рас |

До двох чи більше рас належало 5,2 %. Частка іспаномовних становила 41,7 % від усіх жителів.
За віковим діапазоном населення розподілялося таким чином: 24,7 % — особи молодші 18 років, 65,8 % — особи у віці 18—64 років, 9,5 % — особи у віці 65 років та старші. Медіана віку мешканця становила 34,5 року. На 100 осіб жіночої статі у переписній місцевості припадало 98,5 чоловіків;  на 100 жінок у віці від 18 років та старших — 97,2 чоловіків також старших 18 років.
Середній дохід на одне домашнє господарство  становив 92 743 долари США (медіана — 79 767), а середній дохід на одну сім'ю — 91 740 доларів (медіана — 76 719). Медіана доходів становила 44 705 доларів для чоловіків та 41 356 доларів для жінок. За межею бідності перебувало 11,0 % осіб, у тому числі 16,7 % дітей у віці до 18 років та 7,2 % осіб у віці 65 років та старших.
Цивільне працевлаштоване населення становило 28 414 особи. Основні галузі зайнятості: освіта, охорона здоров'я та соціальна допомога — 18,7 %, науковці, спеціалісти, менеджери — 16,9 %, мистецтво, розваги та відпочинок — 14,6 %.